# Веселов, Вячеслав Афанасьевич
Вячесла́в Афана́сьевич Весело́в (17 июля 1930, Борисовка 2-я, Орловская область — 28 октября 2020, Санкт-Петербург) — кандидат технических наук, заслуженный работник высшей школы Российской Федерации, профессор кафедры «Системы обработки информации и управления». Ученый в области разработки приборов для систем управления. Основатель научного направления «Светолокационные системы технического зрения». Научный руководитель и создатель унифицированных электронных устройств для специальных систем управления. Научный руководитель коллектива по созданию средств автовождения шасси луноходов. Разработчик звёздного фотометра для изучения верхних слоев земной атмосферы, эксплуатировавшийся на борту орбитальной станции «Мир». В его честь был назван астероид 7457 Veselov.

## Биография
Родился в 1930 году в деревне Борисовка 2-я. После переезда в Ленинград поступил в БГТУ «Военмех» им. Д. Ф. Устинова (ЛВМИ), который окончил в 1956 году с отличием. Был распределен в ЦНИИ «Электроприбор»
С 1959 г. работал в ЛВМИ. Был одним из создателей кафедры «Системы управления ракетными и космическими комплексами». Исследовал и создал первые отечественные серийные транзисторные усилители УР-16 и УИ-16, а также унифицированные приборные следящие системы и интегрированные приводы. Научный руководитель при унифицировании ряда различных электронных устройств, послуживших базисом для построения специальных управляющих и навигационных комплексов подводных кораблей ВМФ.
Один из основателей научного направления светолокационных систем технического зрения. В рамках этого направления создал гамму малогабаритных бортовых светолокаторов, позволяющих развернуть широкие научные исследования в части автовождения колесных и шагающих специальных роботов, что позволило впервые осуществить автоматическое движение специальных роботов в условиях бездорожья.
В 1980 г. по просьбе космонавта Г. М. Гречко возглавил группу исследователей по созданию инструментальной базы для исследования верхних слоев атмосферы Земли. В результате был создан звездный фотометр «Фотон- 210М», который установили на орбитальную станцию «Мир» для получения важных сведений о структуре и физических параметрах атмосферы (1995 г.).
Принимал участие в создании, а затем и возглавил инженерно-консультационный центр по приборам безопасности подъемных сооружений в рамках Северо-Западного округа Гостехнадзора РФ (1997).
Учёный в области разработки приборов для систем управления. Основатель научного направления «Светолокационные системы технического зрения». Научный руководитель и непосредственный участник создания унифицированных рядов электронных устройств для специальных систем управления. Научный руководитель коллективов по созданию средств автовождения шасси луноходов и быстродействующего звездного фотометра для изучения верхних слоев земной атмосферы, эксплуатировавшийся на борту орбитальной станции «Мир».
Кандидат технических наук, заслуженный работник высшей школы Российской Федерации, профессор кафедры «Системы обработки информации и управления».

## Сочинения
- Усилители следящих систем переменного тока [Текст] / А. К. Азов, В. А. Веселов, В. Н. Щербаков. — Ленинград : Энергия. Ленингр. отд-ние, 1972. — 151 с. : ил.; 21 см. Тираж 10 000.
- Исполнительные устройства систем автоматики : Учеб. пособие / В. А. Веселов. — Л. : ЛМИ, 1982-. — 20 см. Ч. 1. — Л. : ЛМИ, 1982. — 50 с. : ил. Ч. 2 / В. А. Веселов, Е. Б. Коротков, В. Г. Кузнецов. — Л. : ЛМИ, 1983. — 91 с. : ил., 1 л. табл.;
- Элементная база гибких автоматизированных производств / В. А. Веселов ; Ленингр. мех. ин-т им. Д. Ф. Устинова. — Л. : ЛМИ, 1985-. — 20 см. Ч. 1: Математические модели элементов автоматики для цифровых устройств. — Л. : ЛМИ, 1985. — 83,[1] с. : ил.; ISBN (В пер.) (В пер.) : 27 к. Ч. 2: Методы расчета трансформаторов, управляемых выпрямителей и фильтров. — Л. : ЛМИ, 1985. — 96,[1] с. : ил.; ISBN (В пер.) : 28 к. Ч. 3: Электронные устройства автоматики. — Л. : ЛМИ, 1985. — 93, [2] с. : ил.;
- Транзисторные подавители квадратурной помехи в следящих системах переменного тока [Текст] / В. А. Веселов, А. К. Азов, В. Н. Щербаков. — Ленинград : [б. и.], 1965. — 28 с. : черт.; 21 см. — (Научно-технический опыт. Серия «Технология производства радиоэлектронной аппаратуры»/ Ленингр. обл. организация о-ва «Знание» РСФСР. Ленингр. дом науч.-техн. пропаганды).
- Измерительные преобразователи для систем автоматического управления : Учеб. пособие / Балт. гос. техн. ун-т; [В. А. Веселов и др.]; Под ред. В. А. Веселова. — СПб. : БГТУ, 1995. — 212 с. : ил.; 20 см; ISBN 5-85546-064-9 :
- Диоды : Учеб. пособие / В. А. Веселов, О. С. Ипатов, В. В. Гаврилов; М-во образования Рос. Федерации, Балт. гос. техн. ун-т «Военмех». — СПб. : БГТУ, 2003. — 95 с. : ил.; 20 см. — (Серия: «Элементы аналоговых систем автоматики и их применение»).
- Линейные усилители : учеб. пособие для студентов специальности 220200 «Автоматизир. системы обраб. информ. и упр.» направления 654000 «Информатика и вычисл. техника» и специальности 071900 «Информ. системы и технологии» направления 654700 «Информ. системы» / В. А. Веселов, О. С. Осипов, В. В. Гаврилов. — СПб. : БГТУ, 2004 (Тип. БГТУ). — 130, [1] с. : ил., табл.; 20 см. — (Серия : «Элементы аналоговых систем автоматики и их применение» / М-во образования и науки Рос. Федерации, Балт. гос. техн. ун-т «Военмех»).; ISBN 5-85546-127-0
- Устройства обработки и преобразования аналоговых напряжений [Текст] : учебное пособие : для студентов вузов, обучающихся по программам подготовки офицеров запаса ВМФ ракетного профиля / [В. А. Веселов и др.]. — Санкт-Петербург : Балтийский гос. технический ун-т, 2011. — 190 с. : ил.; 20 см. — (Серия: «Элементы аналоговых систем автоматики и их применение» / М-во образования и науки Российской Федерации, Балтийский гос. технический ун-т «Военмех»).; ISBN 978-5-85546-611-9
- Аналоговые микросхемы преобразователей электрических сигналов и особенности их применения : учебное пособие для студентов вузов, обучающихся по программам подготовки офицеров запаса МВФ ректного профиля / [В. А. Веселов и др.] ; М-во образования и науки Российской Федерации, Балтийский гос. технический ун-т «Военмех». — Санкт-Петербург : БГТУ, 2009. — 161 с. : ил., табл.; 20 см. — (Серия «Элементы аналоговых систем автоматики и их применение»).; ISBN 978-5-85546-454-2